# Welker White
Welker White (* 1. September 1964) ist eine US-amerikanische Theater- und Filmschauspielerin.
White wurde an der NYU’s Tisch School of the Arts ausgebildet. Außerdem hat sie einen Bachelor of Science in Theatre Sudies der CUNY und einen Master of Fine Arts in Theaterregie am Brooklyn College. Seit Mitte der 1980er-Jahre ist sie als Schauspielerin tätig, eine ihrer ersten Filmrollen hatte sie in dem Drama Der Club der toten Dichter. Beginnend mit GoodFellas – Drei Jahrzehnte in der Mafia aus dem Jahr 1990 arbeitete sie mehrfach mit dem Regisseur Martin Scorsese.
White ist mit ihrem Schauspielkollegen Damian Young verheiratet und hat zwei Kinder.

## Filmografie (Auswahl)
- 1986: Springfield Story
- 1988: Fresh Horses
- 1989: Der Club der toten Dichter (Dead Poets Society)
- 1989: Freundschaft fürs Leben (Longtime Companion)
- 1990: GoodFellas – Drei Jahrzehnte in der Mafia (Goodfellas)
- 1990: Jung und Leidenschaftlich – Wie das Leben so spielt (As the World Turns)
- 1990: Mord mit System (A Shock to the System)
- 1991–2010: Law & Order (Fernsehserie, 6 Folgen)
- 1992: This Is My Life
- 1992: Starfighter des Todes (Afterburn, Fernsehfilm)
- 1994: Junior
- 1997: Chasing Amy
- 1997: Dead Girl
- 1998: Bury the Evidence
- 1998: No Looking Back
- 2001: Julie Johnson
- 2004: Winter Solstice
- 2007: Ich glaub, ich lieb meine Frau (I Think I Love My Wife)
- 2008: Zufällig verheiratet (The Accidental Husband)
- 2009: A Dog Year
- 2009: Loving Leah
- 2010: Eat Pray Love
- 2010: Mornig Glory
- 2011: Cedar Rapids
- 2013: The Wolf of Wall Street
- 2018: Write When You Get Work
- 2019: Bad Education
- 2019: The Irishman
- 2020: Mein 40-jähriges Ich (The Forty-Year-Old Version)
- 2021: Midnight in the Switchgrass
- 2022: Fortress: Sniper’s Eye